# Racial Profiling

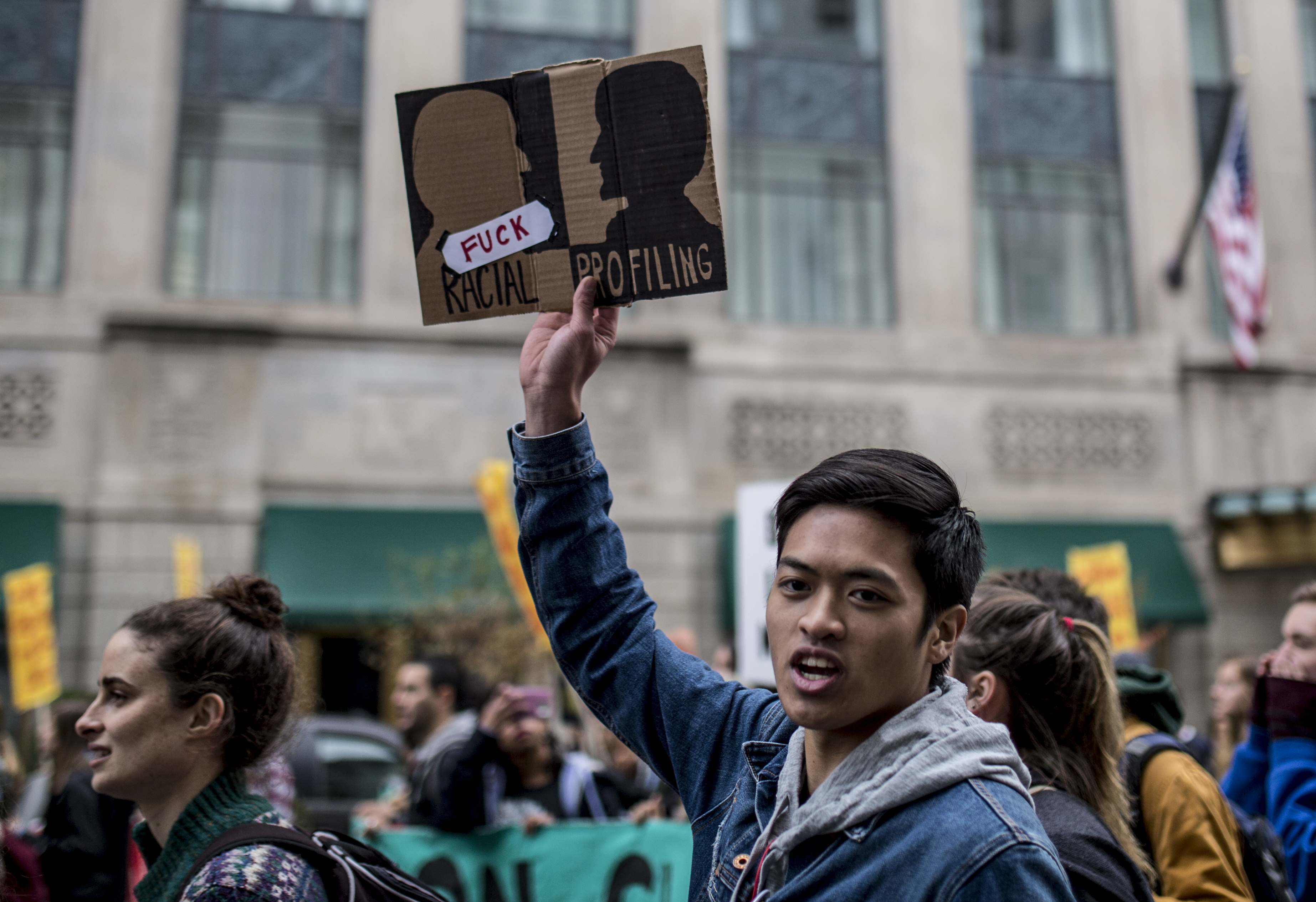
Protest gegen Racial Profiling

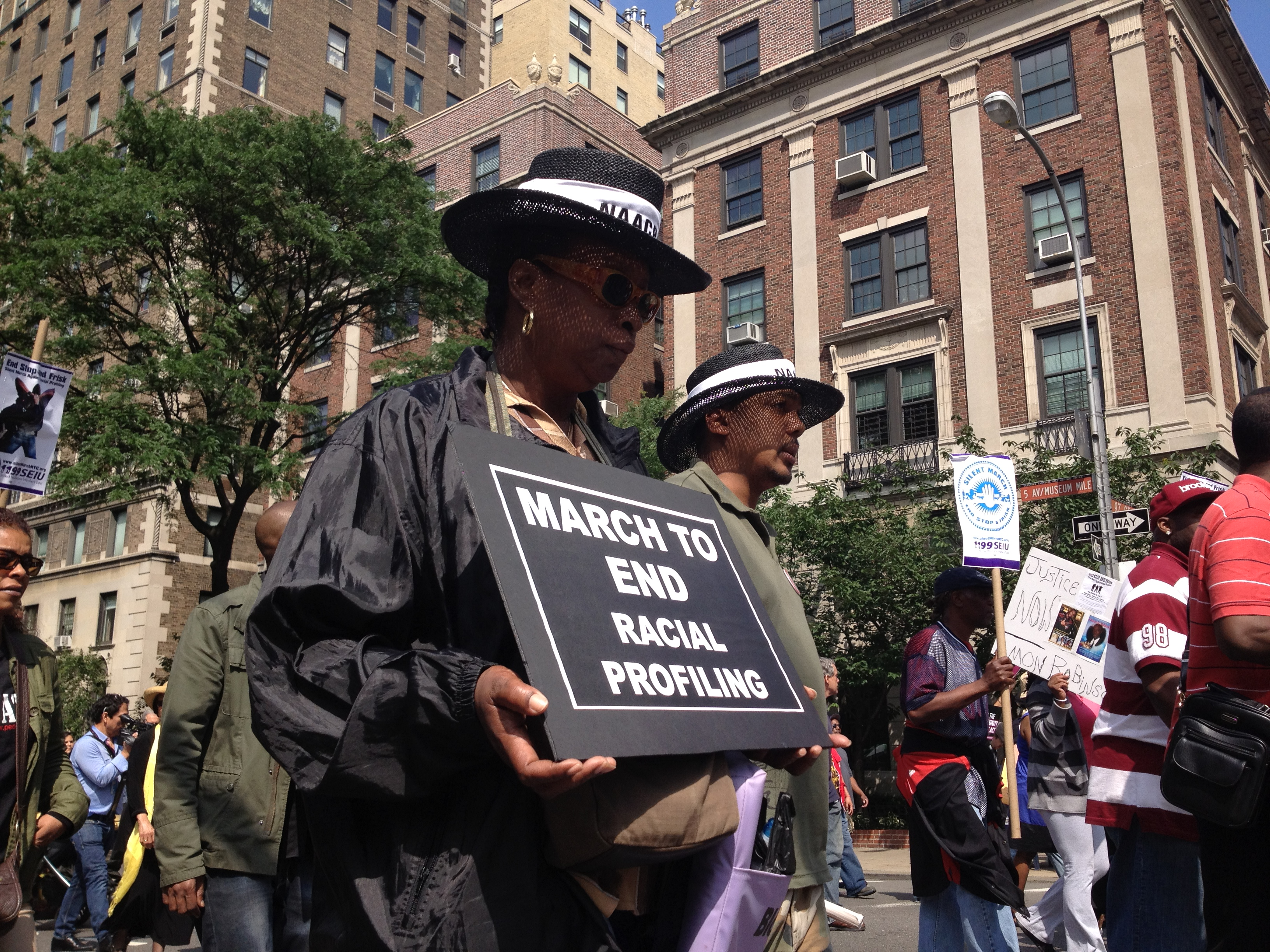
Stiller Marsch in New York

Als Racial Profiling (auch rassistische Profilerstellung  oder ethnisches Profiling genannt) werden die verdachtsunabhängigen Kontrollen von Personen durch Polizei-, Sicherheits-, Einwanderungs- und Zollbeamten bezeichnet, die zumindest mit auf dem physischen Erscheinungsbild beruhen. Äußere rassifizierte oder ethnisierte Merkmale wie Hautfarbe, (vermutete oder tatsächliche) Religionszugehörigkeit, Sprache oder Herkunft der betroffenen Menschen, Gesichtszüge einer Person werden von vornherein als verdächtig betrachtet und als Entscheidungsgrundlage für polizeiliche Maßnahmen wie Personenkontrollen, Ermittlungen und Überwachungen herangezogen. Im Englischen wird der Begriff seit den 1990er-Jahren als politisches Schlagwort verwendet, von einem amerikanischen Bundesrichter wurde er zum ersten Mal 1998 gebraucht. Im deutschsprachigen Raum hat sich die Verwendung des englischen Begriffs als Anglizismus durchgesetzt.
Racial Profiling wird als diskriminierend und ineffektiv beurteilt und ist in vielen Ländern, wie beispielsweise im Vereinigten Königreich und den Vereinigten Staaten verboten. In Israel wird aus Gründen der Terrorabwehr auf Racial Profiling zurückgegriffen. In der Bundesrepublik verstoßen anlasslose Personenkontrollen allein aufgrund eines phänotypischen Erscheinungsbildes gegen das Grundgesetz (Art. 3 Abs. 3 GG), das Allgemeine Gleichbehandlungsgesetz (AGG) sowie gegen die Europäische Menschenrechtskonvention (EMRK) und das in der internationalen Anti-Rassismus-Konvention  (ICERD) angelegte Verbot der rassistischen Diskriminierung. Racial Profiling wird dem institutionellen Rassismus zugeordnet.

## Erscheinungsformen
Racial Profiling tritt beispielsweise auf:
- bei der Bekämpfung der illegalen Einwanderung durch Personenkontrollen an Bahnhöfen, Flughäfen, Zügen und im Grenzbereich bei Menschen, die äußerlich ein „ausländisches Aussehen“ haben
- bei der Bekämpfung des islamistischen Terrorismus durch Personenkontrollen von Moscheebesuchern oder „muslimisch aussehenden“ Personen und bei der entsprechend motivierten Rasterfahndung
- in Fällen, bei denen Strafverfolgungsbehörden gegen ethnisch definierte „übliche Verdächtige“ vorgehen,[5] wie z. B. in den USA bei verstärkten Kontrollen von schwarzen Fahrzeughaltern (Driving While Black)
- bei Verwendung technischer Einrichtungen zur Information der Behörden über den Aufenthalt und die Identität ethnisch definierter Personen, z. B. Uiguren in China[6]

## Rechtslage
In vielen Ländern ist Racial Profiling gesetzeswidrig. So ist es zum Beispiel in Großbritannien und den USA verboten.
In Deutschland verstößt Racial Profiling durch die Bundespolizei, nach einem 2016 ergangenen Urteil des Oberverwaltungsgerichts Koblenz, gegen Art. 3 Abs. 3 GG. Das öffentliche Interesse der Verhinderung von unerlaubten Einreisen nach § 22 Abs. 1a BPolG wiege nicht so schwer, dass dies ausnahmsweise eine Ungleichbehandlung wegen der Hautfarbe rechtfertigen könne.
Im Oktober 2022 entschied der Europäische Gerichtshof für Menschenrechte (EGMR) den Fall „Basu gegen die Bundesrepublik Deutschland“, in dem es um Racial Profiling ging, zugunsten des Menschenrechtlers Biplab Basu.
Der Haager Berufungsgerichtshof in den Niederlanden entschied, dass es verboten sei, bei Kontrollen der Grenzpolizei Menschen anhand der Hautfarbe auszuwählen. Ein vorheriges Urteil aus dem Jahr 2021 ist damit ungültig. Es besagte, dass ethnische Zugehörigkeit ein Kriterium für die Kontrolle von Personen sein könne, aber nicht das einzige. Dabei ging es um Kontrollen an Flughäfen sowie in Zügen und Bussen, um Personen an der illegalen Einreise in die Niederlande zu hindern.
Im Februar 2024 wurde die Schweiz vom EGMR wegen Racial Profiling verurteilt. Dabei wurde die Kontrolle eines schwarzen Mannes durch die Stadtpolizei Zürich als diskriminierend eingestuft. Zuvor wurde die Beschwerde des Angeklagten von den Vorinstanzen abgewiesen, zuletzt durch das Bundesgericht.

## Kritik
Die Effektivität von Racial Profiling wird in Frage gestellt. Dem Europäischen Netzwerk gegen Rassismus (ENAR) zufolge wirkt es im Bereich der Verbrechens- und Terrorbekämpfung kontraproduktiv, weil es genau die Gemeinschaften ausgrenzt, auf deren Mitarbeit die Behörden angewiesen sind. Es könne dazu führen, dass bestimmte Tätergruppen erst gar nicht in das Blickfeld der Strafverfolgungsbehörden geraten – wie nicht zuletzt das Versagen der Ermittlungsbehörden im Fall der Mordserie des Nationalsozialistischen Untergrunds (NSU) zeige. Hier hatte die Polizei lange Verbrechen im Rahmen der organisierten Kriminalität im Rauschgiftbereich mit Kontakten in die Türkei vermutet, die Taten der NSU-Mordserie wurden medial als „Döner-Morde“ bezeichnet. Angehörige der Opfer warfen den deutschen Behörden einseitige Ermittlungen vor, sie hätten in die falsche Richtung gesucht, da mögliche rassistische Motive nicht berücksichtigt worden seien.
Racial Profiling wird der Vorwurf gemacht, dass es in der Wechselwirkung den alltäglichen Rassismus verstärke. Einmal werden bei Kontrollen häufig Verstöße festgestellt (illegaler Aufenthalt, Residenzpflicht, Arbeitsverbot …), die Deutsche und EU-Bürger gar nicht begehen können. Die Fallzahlen der Polizei würden dann oft unspezifisch unter der Rubrik „Ausländerkriminalität“ veröffentlicht. Auch würde bei den polizeilichen Kontrollen im öffentlichen Raum für Außenstehende der Eindruck entstehen, dass die Einschränkung der Kontrollen auf die anders aussehenden Menschen bestimmt nicht grundlos sei.
In Deutschland sind insbesondere Sinti und Roma von Racial Profiling betroffen. Bereits seit der Zeit des deutschen Kaiserreichs wurden Sinti und Roma pauschal als Gefährdung für Sicherheit und Ordnung angesehen und entsprechend unter Generalverdacht gestellt. Dies setzte sich in der Zeit des Nationalsozialismus fort, endete aber nicht mit diesem Abschnitt der deutschen Geschichte. So wurde im Bundeskriminalamt noch bis 2001 eine Sachbearbeiterstelle zum sogenannten Tatkomplex „Reisende Täter“ geführt.
Die Polizeipraxis von pauschalen Verdächtigungen aufgrund unveränderlicher Merkmale wird von der Antidiskriminierungsstelle des Bundes als ein „schwere[r] Verstoß gegen die Menschenrechte“ gewertet, und daher werden unabhängige, zivile Beratungsstellen bei der Polizei gefordert.
Die Soziologin Sarah Brayne, die in Los Angeles 2 Jahre lang die Polizei auf ihren Patrouillen begleitete und den Umgang mit der KI-Überwachungsplattform von Palantir Technologies direkt beobachtete, kritisiert, dass solche Systeme bewussten und unbewussten Bias in der Polizeiarbeit in einem sich selbst erhaltenden Kreislauf reproduzieren. Menschen, die in Datenbanken des Justizsystems geraten sind, haben eine größere Wahrscheinlichkeit, gefasst zu werden, und erhalten einen höheren Punktwert.
Zur Signifikanz des Racial Profilings existieren zahlreiche Forschungsarbeiten und Datensätze. Forscher des Max-Planck-Instituts für Dynamik und Selbstorganisation schlugen 2022 vor, Racial Profiling im Verkehr unter anderem durch finanzielle Anreize entgegenzuwirken.

### Report der EU
Die Agentur der Europäischen Union für Grundrechte veröffentlichte im Mai 2021 anlässlich des Jahrestags der Tötung von George Floyd durch US-amerikanische Polizisten einen Bericht zum Ausmaß der Diskriminierung von ethnischen Minderheiten durch europäische Polizeikräfte. Der Bericht erkennt einen allgemeinen Trend, bei dem ethnische Minderheiten auf dem gesamten Kontinent häufiger gestoppt und durchsucht werden. So würde etwa in Österreich fast die Hälfte der Einwanderer und Nachkommen von Einwanderern aus Afrika südlich der Sahara in einem Stichprobenjahr von der Polizei gestoppt, verglichen mit 25 % der Gesamtbevölkerung.